# Cratere Gloi
Gloi è un cratere sulla superficie di Callisto.